# 兴业站
兴业站，位于中华人民共和国广西壮族自治区玉林市兴业县，是黎湛铁路上的火车站，建于1956年，2017年1月14日开办动车客运业务，由中国铁路南宁局集团玉林车务段管辖。

## 歷史
- 建于1956年。
- 2017年1月14日开办动车客运业务。